# Алиханова, Наида Мурадовна
Наида Мурадовна Алиханова (27 июня 1996, Махачкала, Дагестан, Россия) — российская регбистка, игрок клуба «Сборная Дагестана», выступала за сборную России. По национальности — кумычка.

## Клубная карьера
Играет за сборную Дагестана, является воспитанницей Магомеда Гаджимагомедова. В августе 2014 года в составе сборной Дагестана заняла второе место на первенстве России по регби-7 среди девушек 1996—1997 годов рождения.

## Карьера в сборной
В сентябре 2014 года в Швеции в составе юниорской сборной России заняла 4 место на чемпионате Европы U-17/U-18.